# Clodia de intercessione
Clodia de intercessione va ser una llei romana establerta a proposta del tribú de la plebs Publi Clodi Pulcre l'any 696 de la fundació de Roma (58 aC) quan eren cònsols Luci Calpurni Pisó Cesoní i Aule Gabini, que establia que els tribuns podrien presentar rogatios (propostes de llei als comicis) lliurement, sense que poguessin ser vetades per cap magistrat.